# Laeospira rupestris
Laeospira rupestris är en ringmaskart som först beskrevs av Gee och Knight-Jones 1962.  Laeospira rupestris ingår i släktet Laeospira och familjen Serpulidae. Inga underarter finns listade i Catalogue of Life.